# Anthony Carrigan
Anthony Carrigan (Winchester, Massachusetts; 2 de enero de 1983) es un actor estadounidense. Conocido por interpretar al mafioso checheno Noho Hank en la serie Barry de HBO, por el que ha sido nominado tres veces a los Premios Primetime Emmy al mejor actor secundario en comedia, en 2019, 2022 y 2023. También es conocido por interpretar a Tyler Davies en la serie de televisión The Forgotten (2009–2010); a Victor Zsasz en la serie de Gotham (2014–2019); al robot Dennis Caleb McCoy en Bill & Ted Face the Music (2020) y por interpretar al personaje Metamorfo / Rex Mason en la película Superman (2025) del  Universo DC.

## Biografía
Desde su adolescencia, Carrigan sufre de alopecia areata, una enfermedad autoinmune que causa pérdida de cabello. Tuvo síntomas leves durante su crecimiento, pero comenzó a perder más cabello a los 20 años y durante el rodaje de Sin identificar, tuvo que usar peluca y prótesis para sus cejas. Ha incorporado su enfermedad a su carrera, siendo encasillado a menudo como villano.
Está casado con la jugadora profesional de ajedrez Gia Olimp, a quien conoció en la estación de tren Broadway-Lafayette Street en Nueva York.

## Filmografía

### Largometrajes
| Año  | Título                    | Rol                              | Ref.   |
| ---- | ------------------------- | -------------------------------- | ------ |
| 2011 | The Undying               | Jason Donovan / Elijah Parmenter | [ 9 ]  |
| 2016 | Satanic                   | Anthony                          | [ 10 ] |
| 2020 | Bill & Ted Face the Music | Dennis Caleb McCoy               | [ 11 ] |
| 2021 | Fatherhood                | Oscar                            | [ 12 ] |
| 2024 | Death of a Unicorn        |                                  | [ 13 ] |
| 2025 | Superman                  | Rex Mason / Metamorfo            | [ 1 ]  |

### Series y telefilmes
| Año       | Título                       | Rol                  | Notas                                |
| --------- | ---------------------------- | -------------------- | ------------------------------------ |
| 2008      | Law & Order: Criminal Intent | H. Jack Walker III   | Serie; Episodio: "Legacy"            |
| 2008      | Long Island Confidential     | Jake                 | Telefilm                             |
| 2009–2010 | Sin identificar              | Tyler Davies         | Serie; 17 episodios                  |
| 2011      | Parenthood                   | Cory Smith           | Serie; 5 episodios                   |
| 2012      | Hand of God                  | Jonathan             | Telefilm                             |
| 2013      | Over/Under                   | Marino Puzzo         | Telefilm                             |
| 2014–2015 | The Flash                    | Kyle Nimbus / Mist   | Serie; 2 episodios                   |
| 2016      | The Blacklist                | Harris Holt          | Serie; Episodio: "El Vehm (No. 132)" |
| 2014–2019 | Gotham                       | Victor Zsasz         | Serie; 20 episodios                  |
| 2018      | Hard Sun                     | Mr. Weiss            | Serie; Episodio: "Sun Day"           |
| 2018–2023 | Barry                        | NoHo Hank            | Serie; 32 episodios                  |
| 2020-2021 | Animaniacs                   | Vladímir Putin (voz) | Serie; 3 episodios                   |
| 2023      | Captain Fall                 | Mr. Tyrant (voz)     | Serie;                               |